# Town of Walkerville
Town of Walkerville is een Local Government Area (LGA) in de Australische deelstaat Zuid-Australië.